# گونهیلد هوفمایستر
گونهیلد هوفمایستر (آلمانی: Gunhild Hoffmeister؛ زادهٔ ۶ ژوئیهٔ ۱۹۴۴) دونده دو نیمه‌استقامت زن اهل آلمان بود.
وی در مسابقات کشوری و بین‌المللی در مجموع برندهٔ ۲ مدال طلا، ۴ مدال نقره، ۲ مدال برنز شده‌است.